# Earl W. Bascom
Earl W. Bascom (* 19. Juni 1906 in Vernal, Utah; † 28. August 1995 in Victorville, Kalifornien) war ein US-amerikanischer Rodeoreiter, Cowboy, Maler, Schauspieler, Bildhauer und Erfinder.
Bascom besuchte das Victor Valley College in Victorville und studierte an der Brigham Young University. Er erfand diverse Bestandteile von Rodeo-Ausrüstungen.

## Bibliografie (Auswahl)
- Children’s Friend Magazine, 1934
- Banyan, Brigham Young University, 1934–1940
- Salt Lake Tribune, Juni 1936
- The Lawless Rider (Hollywood Westernfilm), 1954
- Raymond Roundup 1902–1967, J.O. Hicken, 1963
- C.F.B. Lybbert and Family History, Van Lybbert (ed), 1974
- W.C. Lybbert and Family History, Van Lybbert (ed), 1975
- Who’s Who in American Art, Cattell, 1976–1995
- Chief Mountain Country, Cardston Historical Society, 1978
- The Sun, September 1979
- Western Horseman Magazine, Juli 1981
- Stirling History, Stirling Sunset Society, 1981
- Southwest Art Magazine, August 1982
- Who’s Who in the West, Marquis, 1982–1995

## Auszeichnungen (Auswahl)
- Alberta Sports Hall of Fame (Red Deer, Alberta, Kanada)
- California Rodeo Hall of Fame (Sacramento, Kalifornien)
- Canadian Pro Rodeo Hall of Fame
- Cowboy Memorial Museum (Caliente, Kalifornien)
- Fellow of the Royal Society of Arts (London, England)
- Lethbridge Sports Hall of Fame (Alberta, Kanada)
- Marion County Cattleman’s Hall of Fame (Mississippi)
- National Cowboy & Western Heritage Museum Rodeo Hall of Fame (Oklahoma City)